# Metalectra ypsilon
Metalectra ypsilon är en fjärilsart som beskrevs av Butler 1879. Metalectra ypsilon ingår i släktet Metalectra och familjen nattflyn. Inga underarter finns listade i Catalogue of Life.